# Qarah Qāshlī
Qarah Qāshlī (persiska: قره آقاچلی, قره قاشلی, Qarah Āqāchlī) är en ort i Iran.   Den ligger i provinsen Golestan, i den norra delen av landet, 500 km nordost om huvudstaden Teheran. Qarah Qāshlī ligger 159 meter över havet och antalet invånare är 202.
Terrängen runt Qarah Qāshlī är platt åt sydväst, men åt nordost är den kuperad. Qarah Qāshlī ligger nere i en dal.Runt Qarah Qāshlī är det ganska glesbefolkat, med 48 invånare per kvadratkilometer. Närmaste större samhälle är Marāveh Tappeh, 13,4 km öster om Qarah Qāshlī. Omgivningarna runt Qarah Qāshlī är i huvudsak ett öppet busklandskap.